# 오경환
오경환(吳慶煥,  1931년 12월 17일~2021년 12월 16일)은 대한민국의 제14대 해군참모총장을 지낸 군인이다.

## 학력
- 해군사관학교 8기
- 육군보병학교 수료
- 건국대학교 정치외교학과 학사
- 서울대학교 행정대학원 행정학 석사
- 국방대학교 행정학 석사

## 경력
- 1954년 해군 소위 임관
- 1976년 해군 전단사령관.
- 1978년 해군 해역사령관.
- 해군본부 정보참모부장
- 해군 함대사령관
- 해군 작전 사령관
- 1982년 12월 28~1984년 9월 4일: 해군참모총장
- 1986년 한국가스공사 이사장
- 1990년 인하대학교 행정학과 겸임교수
- 1995년 자유민주연합 국방외교안보행정특임고문

## 상훈
- 대통령표창
- 화랑무공훈장
- 보국훈장 통일장
- 칠레 해군훈장
- 미국 해군공로훈장

## 가족 관계
- 배우자: 김무식(~2015년 1월 23일)
  - 아들: 오세조, 오세진
    - 며느리: 장미라, 양경원

  - 딸: 오영희, 오정희, 오세희
    - 사위: 이상우,최승구